# フリードリヒ・フォン・ボーデルシュヴィング

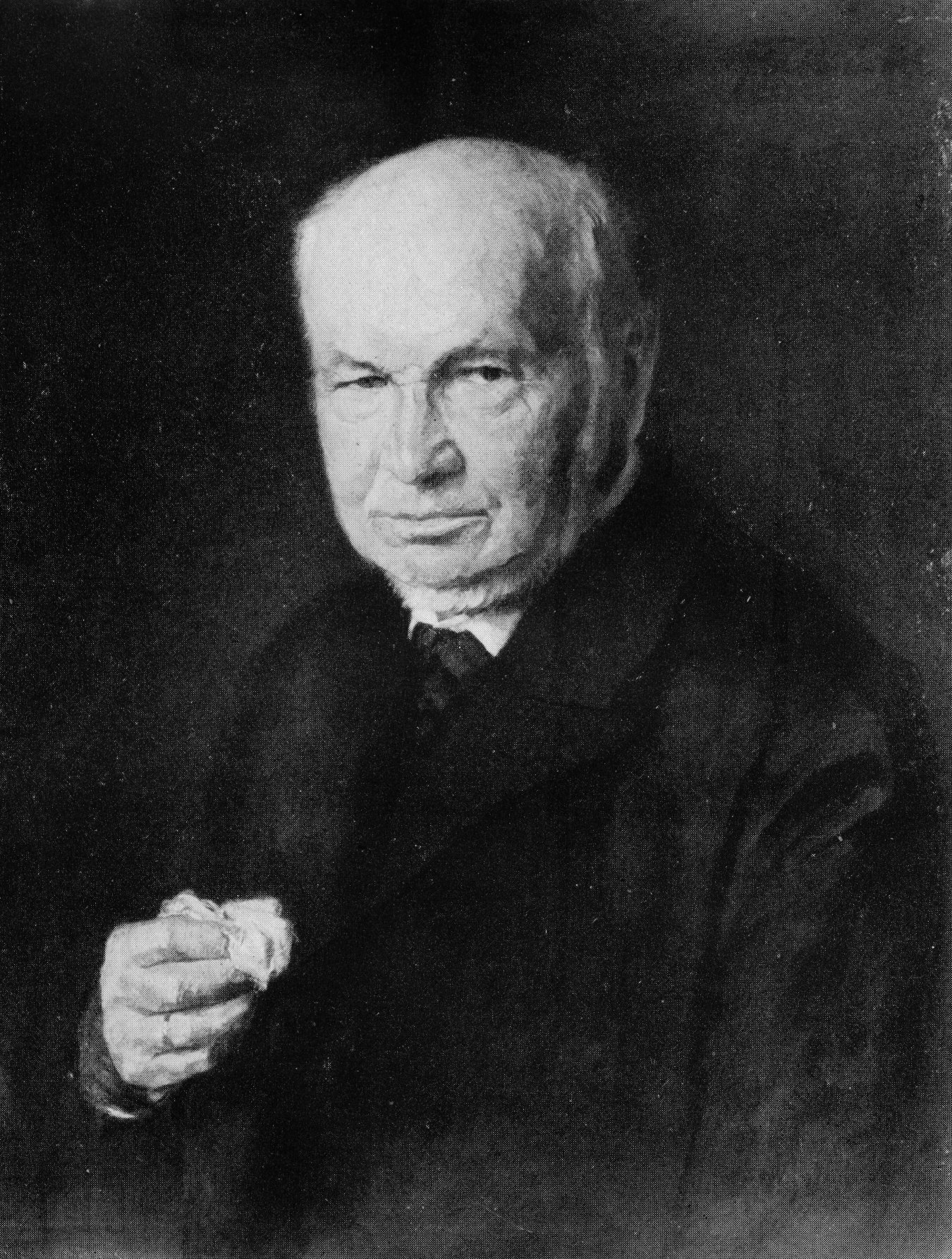
Friedrich von Bodelschwingh (1906)

フリードリヒ・フォン・ボーデルシュヴィング（Friedrich von Bodelschwingh、1831年3月6日 - 1910年4月2日）は、ドイツの福音主義神学者、社会活動家、政治家。てんかん患者や貧しい労働者を支援する施設であるベーテルの施設長であったことで知られる。なお、同名の息子も知られている。

## 生涯
1831年にオスナブリュック近郊のテクレンブルクで生まれた。父エルンスト・フォン・ボーデルシュヴィングが1840年にプロイセンの財務大臣に就任したことで家族はベルリンに居を移し、ここでフリードリヒは時の皇太子で後のドイツ皇帝フリードリヒ3世の遊び相手を務めている。またこの時、父の友人には内国伝道の中心人物だったヨーハン・ヒンリッヒ・ヴィーヘルンがいた。1850年代から農民の窮乏を目の当たりにし、フリードリヒは支援を開始した。また、この時期高まりを見せていた信仰復興運動と出会い、神学を勉強したことで、啓蒙主義的合理主義に反対するようになった。1858年から1864年にかけて執事として赴任したパリで、貧しいドイツ人労働者を支援したが、その間に従妹のイーダ・フォン・ボーデルシュヴィングと結婚している。
普墺戦争と普仏戦争に従軍牧師として参加した後、1872年にボーデルシュヴィングはライン・ヴェストファーレンてんかん療養所（ベーテルの前身）の施設長に就任する。就任当時ごく小規模だった施設に、彼はてんかん患者の養護施設の増築や神学校、貧しい労働者のための家の設置を行うだけでなく、職場や水の供給施設、教会の集会場、学校などを備えた数千人規模の共同体へと成長させた。また1878年には、精神障害者や身体障害者、住所が定まらない移動労働者の支援も始めている。
1904年にプロイセン下院議員に選ばれ、翌年には移動労働者に家を提供する法案の通過に尽力した。
1910年に死去した。遺されたベーテルは息子のフリードリヒが継ぐことになる。